# Rudolf Peierls
Rudolf Ernst Peierls (Berlín, 5 de junio de 1907 - Oxford, 19 de septiembre de 1995) fue un físico británico nacido en Alemania en el seno de una familia judía.
Estudió en Múnich con Arnold Sommerfeld. En 1933, mientras se encontraba becado en Cambridge, comenzó la purga de las universidades alemanas por parte de las autoridades nazis y decidió quedarse exiliado en Reino Unido. En febrero de 1940 obtuvo la ciudadanía británica.
Rudolph Peierls, junto a Otto Frisch —con quien coincidió en Birmingham—, tuvo un papel importante en el programa nuclear de Gran Bretaña, colaborando con el Proyecto Manhattan, pero también tuvo un papel destacado en muchas ciencias modernas. Su impacto sobre la física puede ser probablemente mejor descrito por su obituario de Física Hoy: "Rudolph Peierls ... un actor importante en el drama de la irrupción de la física nuclear en los asuntos del mundo ...".